# Arsenal FC (Maseru)
Der Arsenal FC ist ein Fußballverein aus Maseru, Lesotho. Er trägt seine Heimspiele im Setsoto Stadium aus.
Der Verein wurde 1983 gegründet und hatte Anfang der 90er Jahre seine größten Erfolge. 1989, 1991 und 1993 gewann er die Lesotho Premier League. Auch den Lesotho Cup konnte er 1989, 1991 und 1998 erringen. Durch die Erfolge qualifizierte sich Arsenal mehrmals für die afrikanischen Wettbewerbe, wo es 1990, 1993 und 1995 die zweite Spielrunde erreichen konnte. In der Saison 2005/06 stieg der Verein in die zweite Liga ab, wo er seitdem spielt.

## Erfolge
- Lesothischer Meister: 1989, 1991, 1993
- Lesothischer Fußballpokal: 1989, 1991, 1998

## Statistik in den CAF-Wettbewerben
| Wettbewerb                          | Runde    | Gegner                     | Hinspiel             | Rückspiel               |  |
| ----------------------------------- | -------- | -------------------------- | -------------------- | ----------------------- |  |
|                                     |          |                            |                      |                         |  |
| African Cup of Champions Clubs 1990 | Vorrunde | Denver Sundowns FC Manzini | 1:0 (H)              | 3:0 (A)                 |  |
|                                     | 1. Runde | Ferroviário Maputo         | 0:1 (A)              | 2:0 (H)                 |  |
|                                     | 2. Runde | Nkana FC                   | 0:3 (H)              | 1:5 (A)                 |  |
| African Cup Winners’ Cup 1991       | 1. Runde | FC Inter Star Bujumbura    | 2:0 (H)              | kampflos für Bujumbura* |  |
| African Cup of Champions Clubs 1992 | Vorrunde | Eleven Arrows Walvis-Bay   | 3:0 (H)              | 1:0 (A)                 |  |
|                                     | 1. Runde | Kampala City Council       | 2:1 (H)              | 0:1 (A)                 |  |
| African Cup Winners’ Cup 1993       | Vorrunde | Silver Strikers FC         | 2:0 (A)              | 2:1 (H)                 |  |
|                                     | 1. Runde | Clube de Gaza              | 2:2 (A)              | 1:1 (H)                 |  |
|                                     | 2. Runde | Al Ahly Kairo              | 0:1 (H)              | 0:1 (A)                 |  |
| African Cup of Champions Clubs 1994 | 1. Runde | Mamelodi Sundowns          | 0:1 (H)              | 1:4 (A)                 |  |
| CAF Cup 1995                        | 1. Runde | Cape Town Spurs            | kampflos für Arsenal | kampflos für Arsenal    |  |
|                                     | 2. Runde | Asante Kotoko SC           | 0:1 (A)              | 2:1 (H)                 |  |
| African Cup Winners’ Cup 1999       | Vorrunde | AS Marsouins               | 0:5 (A)              | 1:3 (H)                 |  |

- Der Verein verzichtete aus finanziellen Gründen auf das Rückspiel und wurde ausgeschlossen.